# Tigridia matudae
Tigridia matudae är en irisväxtart som beskrevs av Elwood Wendell Molseed. Tigridia matudae ingår i släktet Tigridia och familjen irisväxter. Inga underarter finns listade i Catalogue of Life.